# José Félix Estigarribia
José Félix Estigarribia (1888 - 1940) fou un militar i polític paraguaià, president constitucional del país entre el 15 d'agost de 1939 i el 7 de setembre de 1940. Va ser el principal cap militar paraguaià a la Guerra del Chaco, durant la presidència d'Eusebio Ayala. Va ser ambaixador del Paraguai als Estats Units.
D'origen humil, va fer estudis a la Facultat d'Agronomia. Tanmateix, després d'obtenir el seu diploma, va canviar de carrera i el 1910 es va allistar en l'exèrcit amb el càrrec de tinent d'Infanteria. De 1911 a 1913, va assistir a l'Escola Militar Bernardo O'Higgins Riquelme a Santiago, Xile. En aquell moment, l'Exèrcit de Xile era considerat com un dels millors a Amèrica del Sud. A causa de les seves aptituds, el 1917, va ser ascendit a capità. Va exercir un paper important en la revolució de 1922 al Paraguai i va ser promogut a major. Va ser seleccionat per assistir al curs d'Estat Major en l'École Supérieure de Guerre (França). El 1927 va culminar el curs de tres anys de durada i el 1928 va ser nomenat Cap d'Estat Major. Pocs mesos després va ser acomiadat del càrrec a causa de desacords amb l'estratègia que s'havia de seguir per defensar el Chaco. Tanmateix, a mesura que la Guerra del Chaco s'acostava, el govern va decidir que Estigarribia era l'home més capacitat i, el 1931, va ser nomenat comandant en el Chaco amb la missió d'organitzar una Divisió de campanya per defensar la regió. Estigarribia gaudia d'una reputació sòlida en l'exèrcit. Era considerat un verdader estudiós de la guerra de moviment, una estratègia superadora de les utilitzades en la Primera Guerra Mundial. Era conegut com un home tranquil però intens, profund coneixedor de les característiques particulars de cada oficial sota el seu comandament directe i molt popular entre la tropa. Dirigia les operacions des de molt a prop per agilitar la presa de decisions. Donava llibertat als seus oficials per realitzar les operacions tàctiques que fossin necessàries, segons el moment i el lloc.
Va morir en un accident aeri a Los Altos, districte de San Bernardino.